# Sonia Williams
Sonia Williams, née le 28 mai 1979 à Saint John's, est une athlète antiguaise.
Aux Jeux olympiques de 1996, elle participe au relais 4 × 100 mètres et au relais 4 × 400 mètres. Dans les deux épreuves, l'équipe antiguaise ne parvient pas à se qualifier pour les quarts de finale.
Aux Jeux olympiques de 2008, elle est la seule femme et la sportive la plus âgée (29 ans) de la délégation d'Antigua-et-Barbuda. Elle participe aux 100 mètres et termine sixième de sa série qualificative. Elle ne se qualifie pas pour les quarts de finale.
Sa meilleure performance aux 100 mètres est 11,49 secondes.